# Sarah Bonar
Pour les articles homonymes, voir Bonar.
Pas d'image ? Cliquez ici

a Compétitions nationales et continentales officielles uniquement.

b Matchs officiels uniquement.
Dernière mise à jour le 31 mars 2024.
Sarah Bonar, née le 9 février 1994 à Aberdeen (Écosse), est une joueuse internationale écossaise de rugby à XV, évoluant au poste de deuxième ligne. Elle joue en Championnat d'Angleterre, aux Harlequins.

## Biographie
Sarah Bonar naît le 9 février 1994 à Aberdeen en Écosse. Elle pratique l'aviron dont elle apprécie le fait de pousser son corps à ses limites, mais est frustrée par son côté individuel. Elle rejoint le Hartpury College, toujours pour y pratiquer l'aviron de haut niveau. Elle fait la connaissance de Danielle Waterman, qui entraine l'équipe féminine de rugby à XV et est alors une joueuse internationale anglaise en activité. Sarah Bonar étudie ensuite la géographie à l'université de Loughborough, elle est alors totalement démotivée par l'aviron, alors qu'elle fait partie de l'équipe nationale des moins de 23 ans et vise une participation aux Jeux olympiques. Toutefois elle ressent le besoin de sport et de compétition. C'est Danielle Waterman qui finit par lui proposer d'essayer le rugby à XV ce que Sarah Bonar fait par curiosité, mais surtout pour voir si l'aviron va lui manquer. Elle joue trois ans sous les couleurs de Lichfield (en)[réf. nécessaire].
Elle fait ses débuts internationaux avec l'Écosse en 2016, lors de la double confrontation contre l'Espagne, qualificative pour la Coupe du monde 2017.
Elle joue tous les matchs du Tournoi des Six Nations 2017 et connaît sa première titularisation contre l'Angleterre. Elle est sélectionnée pour la Coupe du monde en Irlande puis s'engage avec le Loughborough Lightning où elle joue trois ans.
Sarah Bonar signe ensuite à Gloucester-Hartpury mais elle met le rugby entre parenthèses en 2021, le temps de terminer sa formation à la police de la Royal Air Force. Elle ne joue que quatre rencontres avec les Cherry and White.
Elle rejoint les Harlequins et elle compte 31 sélections en équipe nationale quand elle est retenue en septembre 2022 pour disputer la Coupe du monde en Nouvelle-Zélande. En fin d'année, elle est mise sous contrat par la fédération écossaise.
Au mois de mai 2023, les Harlequins la prolongent. À l'automne elle remporte avec l'équipe d’Écosse la première édition du WXV 2, en Afrique du Sud.
Sélectionnée pour le Tournoi 2024, elle se blesse à l'épaule lors de la première journée face au pays de Galles. Elle est opérée et rate le reste de la compétition.

## Palmarès
- Vainqueur du WXV 2 en 2023.